# Sielsowiet Chaniewicze
Sielsowiet Chaniewicze (biał. Ханявіцкі сельсавет, Chaniawicki sielsawiet; ros. Хоневичский сельсовет) – sielsowiet na Białorusi, w obwodzie grodzieńskim, w rejonie świsłockim, z siedzibą w Chaniewiczach.

## Demografia
Według spisu z 2009 sielsowiet Chaniewicze zamieszkiwało 1471 osób, w tym 1371 Białorusinów (93,20%), 76 Polaków (5,17%), 18 Rosjan (1,22%) i 6 Ukraińców (0,41%).

## Geografia i transport
Sielsowiet położony jest na Równinie Prużańskiej, we wschodniej części rejonu świsłockiego. Największą rzeką jest Zelwianka. Część sielsowietu należy do Parku Narodowego „Puszcza Białowieska”.
Przez sielsowiet przebiega droga republikańska R98.

## Miejscowości
- agromiasteczko:
  - Chaniewicze
- wsie:

| - - Daszkiewicze - Derenie - Janopol - Kuklicze - Ławrynowicze - Łubianka - Minicze - Olisiewicze - Poczerniejki | - - Rudnia - Sawonie - Sobolki - Terechowicze - Wereszczaki - Zadworzanie - Zaleski Bór - Zarzeczanie |

- chutor:
  - Józefpol
- dawne miejscowości:
  - Nowiki